# Circle of Love
Albums de Steve Miller
Book of Dreams
(1977) Abracadabra
(1982)
Circle of Love (1981) est le 11e album du groupe de rock américain Steve Miller Band.

## Présentation
La 2e face du LP d'origine est constituée par un seul titre Macho City.

## Titres de l’album
Toutes les chansons sont écrites et composées par Steve Miller, sauf indication contraire.
| A1. | Heart Like A Wheel |                         | 3:59 |
| A2. | Get On Home        | Trad. arr. Steve Miller | 4:02 |
| A3. | Baby Wanna Dance   |                         | 2:15 |
| A4. | Circle Of Love     |                         | 6:29 |

| B1. | Macho City | 16:26 |

## Musiciens
- Steve Miller - vocaux, guitare
- Gary Mallaber - batterie, percussions
- Byron Allred - claviers
- Gerald Johnson - guitare basse